# Chaetexorista sororcula
Chaetexorista sororcula là một loài ruồi trong họ Tachinidae.